# فاغنر (لاعب كرة قدم مواليد 1987)
فاغنر (بالبرتغالية: Vagner Pereira Costa‏) هو لاعب كرة قدم برازيلي في مركز الهجوم، ولد في 1 يونيو 1987 في أورينهوس في البرازيل. لعب مع غرانيت ميكاشيفيتشي ونادي أورداباسي ونادي بانغو أتلتيكو.

## وصلات خارجية
- فاغنر (لاعب كرة قدم مواليد 1987) على موقع قاعدة بيانات كرة القدم.إي يو (الإنجليزية)
- فاغنر (لاعب كرة قدم مواليد 1987) على موقع Soccerway.com (الإنجليزية)